# Siegfried Handloser
 (juillet 2019).
Si vous disposez d'ouvrages ou d'articles de référence ou si vous connaissez des sites web de qualité traitant du thème abordé ici, merci de compléter l'article en donnant les références utiles à sa vérifiabilité et en les liant à la section « Notes et références ».
Siegfried Handloser est un médecin et général allemand.

## Biographie
Siegfried Adolf Handloser est né le 25 mars 1885 à Constance. Son père se prénomme Konstantin et sa mère Anna Maria. En 1903, il étudie la médecine et il devient docteur en 1911. Il a travaillé au service médical durant la Première Guerre mondiale. De 1928 à 1932, il travaille à l'hôpital universitaire de Giessen. En 1933, il travaille à l'inspection de l'armée et sanitaire du ministère de l'Armée à Stuttgart.
En 1938, il devient Generaloberst des forces armées des services médicaux allemands, chef des forces armées des services médicaux allemands de la Waffen-SS. Depuis juin 1942, il travaille dans le haut commandement des forces armées au poste nouvellement créé de chef des forces armées service médical. Il est principalement responsable du service de santé général des forces armées.
Il reste en captivité du 9 décembre 1946 au 19 juillet 1947. Au procès des médecins, le 20 août 1947, il est condamné à la prison à vie. Sa peine est réduite à 20 ans en 1954 et il est libéré. Il était à la tête des forces armées service médical et le chef du service médical de l'Armée, de la Force aérienne et de la Marine, mais aussi des médecins SS et de la police.
Il décède d'un cancer à l'âge de 69 ans à Munich.